# 平野三郎
平野 三郎（ひらの さぶろう、1912年3月23日 - 1994年4月4日）は、日本の政治家。元岐阜県知事、元衆議院議員（自民党大野派）。
父は庄川事件（庄川流木争議・庄川ダム争議・庄川流木事件）で活躍した衆議院議員の平野増吉。片山内閣で農林大臣を務めた平野力三は父の実弟（叔父）にあたる。思想家の内田樹は元女婿。

## 生涯
岐阜県郡上郡八幡町（現・郡上市）に生まれる。慶應義塾大学高等部在学中に左翼運動に関わり（第二次共産党中央委員）検挙され、1931年に中退する。平野によれば、内閣総理大臣となる幣原喜重郎の秘書となっていたとするが、幣原の首相時代の秘書官であった岸倉松によれば、公的な秘書でも私的な秘書でもなかったとし、父の増吉と幣原は親しかったが、三郎は幣原の元にやってくることはあまりなかったという。1947年、八幡町長に当選する。
1949年の第24回衆議院議員総選挙に民主自由党から旧岐阜2区にて立候補し初当選。25回～27回は自由党公認で当選。28回は自由民主党公認で5期目の当選を果たす。大野伴睦率いる大野派四天王の一人ともなっていたが、1958年の岐阜県知事選挙で大野と対立し、党内反主流派の三木武夫・石田博英に接近し、護憲・日本国とアメリカ合衆国との間の安全保障条約への反対を唱えるようになった。
29回（1960年）では安保問題と知事選挙のもつれから、自由民主党岐阜県連と松野幸泰知事が前田義雄を全面支援したため落選した。30回（1963年）には公認争いに敗れ、無所属で出馬したが落選。この頃から石橋湛山に接近し、石橋が総裁を務める北京・上海日本工業展覧会の副総裁に就任している。1964年1月、憲法調査会に対して報告書「幣原先生から聴取した戦争放棄条項等の生まれた事情について」を提出した。同報告書は「平野文書」と呼ばれる。この文書は平野が幣原から直接聞いたという話をもとにしたものであり、幣原が日本国憲法第9条の発案者であるとしたものであった。しかし憲法調査会の評価は厳しく、「あまり（に）よくできすぎている。平野への信頼性アマリナシ」「選挙運動のPRとも見られる」と評価され、平野もオリジナルの文書を見せなかったという。結局最終報告には平野文書は引用されることはなく、幣原が発案者であるとは認定されなかった。この文書は幣原発案説を支持する笠原十九司などには支持されているが、佐々木髙雄・中村克明・種稲秀司などからは「利用すべきではない文書」「『捏造』『偽造』文書」「怪文書」と指摘されている。
1966年9月18日に行われた岐阜県知事選挙では自民党公認で立候補し、松野幸泰を破って岐阜県知事に当選、以降3期務める。
1976年、県の工事の競争入札における指名などに便宜を図り、建設会社2社からそれぞれ300万円を受け取った事が発覚した。12月には書類送検され、これを受けて12月14日に岐阜県議会は平野の不信任決議を可決した。公選知事が都道府県議会において不信任の決議を受けたのは初の事例であった。平野はこれを受けて辞職し、以後、岐阜県の知事選は今日まで1月に行われている。1980年に懲役2年、執行猶予4年の判決が確定している。
1994年4月4日、気管支炎のため82歳で死去。

## 著書
- 『保守主義の哲学』月刊時事社、1959年
- 『平和憲法秘話―幣原喜重郎その人と思想』講談社、1972年
- 『昭和を支えた天皇物語』すばる書房、1981年
- 『天皇と象の肉 陛下、やはり千鳥はシギでした』けやき出版、1983年
- 『昭和の天皇 帝王学の神髄』鳥影社、1987年
- 『平和憲法の水源―昭和天皇の決断』講談社出版サービスセンター、1993年